# Washington County, Mississippi
 Washington County är ett county i västra delen av delstatenMississippi. Countyt fick sitt namn efter George Washington, USA:s förste president. Den administrativa huvudorten (county seat) är Greenville och ligger cirka 190 km nordväst om delstatens huvudstad Jackson och omedelbart öster om gränsen till delstaten Arkansas.

## Geografi
Enligt United States Census Bureau så har countyt en total area på 1 972 km². 1 875 km² av den arean är land och 97 km² är vatten. 

### Angränsande countyn
- Bolivar County - nord
- Sunflower County - nordost
- Humphreys County - öst
- Sharkey County - sydost
- Issaquena County - syd
- Chicot County, Arkansas - väst

### Större städer och samhällen
- Greenville, med cirka 41 633 invånare
- Hollandale
- Leland